# Kayah & Royal Quartet
Kayah & Royal Quartet – album polskiej wokalistki Kayah nagrany z towarzyszeniem Royal String Quartet.

## Informacje ogólne
Wydawnictwo ukazało się 8 marca 2010 roku nakładem należącej do wokalistki wytwórni muzycznej Kayax. 14 kwietnia 2010 roku album uzyskał status złotej płyty, osiągając łącznie nakład 20 tys. sztuk.
Na płycie ukazały się utwory w zmienionych aranżacjach pochodzące z poprzednich albumów wokalistki. Aranże na kwartet smyczkowy opracowali tacy muzycy jak Krzysztof Herdzin, Wojciech Blecharz, Maciej Zieliński, Krzysztof Pszona, Urszula Borkowska i Bartłomiej Wąsik. Do wydawnictwa dołączona została książka, w której znajdują się teksty piosenek oraz prywatne zwierzenia Kayah.

## Lista utworów
Opracowano na podstawie materiału źródłowego.
1. „Kwartesencja” - 02:39
2. „Za blisko” - 03:03
3. „Prośba do Twoich ust” - 04:35
4. „Testosteron” - 03:51
5. „Tabakiera” - 03:59
6. „Libertango” - 02:53
7. „Jestem kamieniem” - 04:00
8. „Bursztynowa wieża” - 04:52
9. „Wiosna przyjdzie i tak” - 04:30
10. „Do diabła z przysłowiami” - 06:48
11. „Jak liść” - 06:03
12. „100 lat młodej parze” - 04:14
13. „Lume” - 04:09

## Twórcy
Opracowano na podstawie materiału źródłowego.
- Katarzyna „Kayah” Szczot - wokal
- Marek Czech - altówka
- Michał Pepol - wiolonczela
- Elwira Przybyłowska - skrzypce
- Izabella Szałaj-Zimak - skrzypce
- Iwona Zasuwa - wokal wspierający